# Горный Магал
Горный магал или Цахурская долина (рут. ЦIахыр дере) — регион на юго-западе Дагестана, историческая область проживания цахуров. Состоит из 29 цахурских сел: 13 в Рутульском районе и 16 на территории Азербайджана.

## География
Большую часть магала занимают горы Главного Кавказского хребта, основными вершинами являются: Гудур-Даг — 3400 м, Симолити — 3452 м, Маки — 3465 м. От Рутульских сёл Горный Магал отделяется вершинами Чак (3456 м) и Хорай (3516 м). По долине цахуров также протекакт река Самур и другие реки которые в него впадают(Хумагань, Курдул, Каяна, Буч и др).

## История
Р.М.Магомедов писал о цахурах:

"Цахуры как жители верховья Самура,  упоминаются в письменных источниках VII века под именем цахайков".
Об этом же пишет и З.А.Никольская:

«Первые литературные упоминания о цахурах встречаются в древнеармянских источниках, где цахуры выступают под именем цахайков. Литературные источники средних веков (Закария Казвини и др.) отмечают высокую культуру цахуров в это время, наличие у них феодального образования (ханства), строительство ими крепостей, городов и т. д. Грузинские летописи сообщают, что в VI-VII веках правитель Цахурии (в летописях ее называют Цукетией) назначался грузинским царем. Горный магал со всех сторон окружен труднопроходимыми горными хребтами и представляет собой замкнутый горный регион, недоступный извне в течение большей части года. Горный магал на юго-западе отделен от Азербайджана Главным Кавказским хребтом».

## Список сёл

### Россия
- Цахур
- Мухах
- Курдул
- Гельмец
- Микик
- Муслах
- Мишлеш
- Джиных
- Кальял
- Сюгут
- Корш
- Аттал (Оттал)
- Хиях

### Азербайджан
- Мамрух
- Даглы
- Сувагел (Ени Сувагиль)
- Сабунчи
- Гёзбарах
- Лякит-Кетюклю
- Каркай
- Калял
- Дагъайбна-Мухах
- Мишлеш (Чинчар)
- Агдам-Калял
- Агъязы (Узюмлю)
- Кас
- Аласкар
- Чинар
- Кум